# 1786 Raahe
1786 Raahe eller 1948 TL är en asteroid i huvudbältet som upptäcktes 9 oktober 1948 av den finske astronomen Heikki A. Alikoskivid Storheikkilä observatorium. Den har fått sitt namn efter den finska staden Brahestad.
Asteroiden har en diameter på ungefär 25 kilometer och den tillhör asteroidgruppen Eos.